# Андо, Цунэо
Цунэо Андо (яп. 安藤 毎夫 Andō Tsuneo, род. в 1956 году в Ниихаме, преф. Эхиме) — японский мастер боевых искусств, основатель стиля Айкидо Рю, президент Мировой Федерации Айкидо Рю Ryu World Aikido Federation.

## Биография
Тсунео Андо обладатель 9-го дана Ёсинкан Айкидо и 2-го дана Айкидо Айкикай.
Старший инструктор Международной Федерации Айкидо Ёсинкан (Aikido Yoshinkai Foundation) до июля 2023 года.
Руководитель и главный инструктор НКО « Айкидо Рю» (NPO «Aikido Ryu»).
Президент Мировой Федерации Айкидо Рю (Ryu World Aikido Federation).
В 1981 году, после посещения тренировочного лагеря Айкидо Ёсинкан, становится личным учеником (учи-деси) Канчо Годзо Сиоды и обучается в течение 15-ти лет
В 1996 Андо Сенсей основывает организацию «Айкидо Рю», продолжая изучение и обучение Айкидо в префектуре Чиба и за её пределами.
В мае 2017 года создаёт Мировую Федерацию Айкидо Рю, в которую входят ученики и представители Андо сенсея по всему Миру.
Начиная с 2004 года на протяжении 14-ти лет проводит в Японии детско-юношеские соревнования по Айкидо Рю, являясь главным инструктором соревнований.
С февраля 2019 года организует окрытые Мировые соревнования по Айкидо Рю.

## Представители (ученики) Цунэо Андо
— Филюнкин Дмитрий, Мамедов Натиг, Баулин Александр.
- Представители Мировой Федерации Айкидо Рю

1) Детско-юношеская школа «Айкидо Рю» (г. Москва, Россия):
2) Школа Айкидо Рю «Чирюкан» (г. Москва, Россия);
3) Школа Айкидо Рю «Вагоукан» (г. Москва, Россия);
4) Школа Айкидо Рю «Икурюкан» (г. Москва, Россия);][значимость факта?]